# 安原製作所
安原製作所（やすはらせいさくしょ）は個人営業によるカメラメーカー。
創業者は京セラで10年間カメラの設計に携わっていた安原伸。1997年に創業し、レンズ交換式レンジファインダーカメラ「一式」、コンパクトカメラ「秋月」、Lマウント標準レンズを開発、販売した。
2004年2月に業務を終了したが、2007年4月より、レンズと金属部品を製作するメーカーとして業務を再開した。なお東京都世田谷区駒沢にあった本社は、30平方メートル程度の広さしかなく（事実上のファブレス）、自らを「世界最小のカメラメーカー」と称した。
2007年に金属部品とレンズを設計・製造するメーカー（ただしファブレス）として事業を再開し、マイクロフォーサーズ用とα Eマウント用交換レンズを製造販売したが、2020年3月、創業者の逝去に伴い事業を停止した。

## 製品

### 一式（T981）
1999年発売。機械制御式の縦走り金属幕フォーカルプレーンシャッターを搭載したレンジファインダーカメラ。レンズマウントはライカスクリューマウント（L39マウント、Lマウント）。TTL露出計を備えており、その動作はファインダーのLED確認できる。
生産は中国の鳳凰光学に委託しており、月産300台ほどであった。
販売は直販のみで、安原製作所のウェブサイトによる予約販売だった。出荷済みの予約番号を公開していたため、予約者は自分の順番を心待ちにするのだが、ほとんどの場合、数ヶ月は待たされたようである。現在は中古市場でそれなりに流通しているが、露出計に問題があるものが少なくない。
安原製作所のカメラ事業からの撤退にともない販売終了。その後一時期ロモグラフィー・ジャパンのオンラインショップ経由で販売されていたが、安原製作所から正規にライセンスを受けたものなのか、生産を担当した鳳凰光学が独自に行っていたものかは不明。

### 秋月（T012）
2003年発売。フラッシュ内蔵のAEカメラでありながら、レンジファインダーによるマニュアルフォーカスのコンパクトカメラ。巻き上げ、巻き戻しも手動。レンズのスペックは30mm F2.8。販売後程なくして安原製作所が閉鎖したため、生産台数は少ない。その後一時期ロモグラフィー・ジャパンおよび江西鳳凰光学の国内代理店であるアイオプティコムのオンラインショップで販売されていた。

### MC YASUHARA 50mm F2.8
ライカスクリューマウント（L39マウント、Lマウント）レンズ。基本的には一式用だが、他のライカスクリューマウントカメラでも使用できる。ほぼ同型でブランドが異なる（販売元は「鳳凰光学によると、安原ブランドのレンズの母体」としていた）レンズがアイオプティコムで販売されていたが、現在は販売終了。

## 活動再開後

### NANOHAx5
2011年発売。5倍のマクロレンズ。レンズマウントはマイクロフォーサーズとαEマウント。

### MADOKA 180
2012年発売。レンズ前180°の範囲を全て写し撮ることができる全周魚眼レンズ。対応レンズマウントはαEマウントと富士フイルムXマウント。

### MOMO 100
2016年発売。ソフトフォーカスレンズ。対応レンズマウントはマイクロフォーサーズ、αEマウント、キヤノンEFマウント、ニコンFマウント

## 輸入商品

### 鳳凰205
中国の江西光学（現在の鳳凰光学）が製造したレンジファインダーのコンパクトカメラ。

### 長城PF-1
中国の宝源光学が製造したレンズ非交換式一眼レフカメラ。
（中国版フジカST-F）

### WIDE PAN PRO II
アメリカ合衆国のパンフレックスが製造する120フィルム使用パノラマカメラ。フィルムを半円形のドラムに巻きつけ、その周りをシャッターが移動するパノラマカメラ。プロ・アマチュアを問わず、一部の写真家には高く評価されている。

## RPN電卓開発計画
RPN電卓の話はここにまとめる。RPN順入力方式は米ヒューレット・パッカード社（以下HP）のものが有名で愛用者には人気があったが、200x年代に同社が大幅な業務の見直しを行った際、電卓事業を止める可能性が出たため、安原らによる開発計画がアナウンスされたことがあった。安原にはこれ以前に作ったカメラのエレクトロニクス部の経験があったためだが、直接的には2004年に同社がいったん店じまいしたことにより、またHPの電卓事業は大幅な見直しがあったものの存続したため、開発する動機も薄くなり、中止となっている。

## 関連文献
- 『安原製作所回顧録』ISBN 978-4777909261

安原伸自身が綴った、製作所の活動記録。枻出版社。2008年1月10日発売。
- 「安原伸・安原製作所社長――発売前から予約殺到のカメラはこうして作られた」プレジデント37巻3号210-211頁（1999-03）
- 安原伸「インタビュー 中国の製作スタッフとインターネットを使って設計指示--安原製作所代表取締役 安原伸氏」機械設計43巻7号1-3頁（1999-06）
- 藤木俊明「安原製作所代表 安原伸――たった1人で始めた世界最小のカメラメーカー」Business data14巻6号（通巻171号）16-17頁（1999-06）
- 「大量生産拒否――安原製作所」ベンチャークラブ78号26頁（2000-04）
- 斎藤貴男「誇り高き異能経営 有限会社安原製作所代表取締役社長 安原伸」東海総研マネジメント158号16-18頁（2000-11）